# Fulvio Simonini
Fulvio Simonini (Passirano, 29 marzo 1961) è un allenatore di calcio, ex calciatore, dirigente sportivo, commentatore televisivo italiano, di ruolo attaccante.

## Caratteristiche tecniche
Attaccante agile e minuto, svariava su tutto il fronte d'attacco. Nonostante il fisico, era in grado di difendere bene la palla ed era un buon colpitore di testa, grazie alle sue doti di elevazione.

## Carriera

### Giocatore
Cresce tra le file dell'Atalanta, che lo manda in prestito nei campionati minori, prima nel Derthona (Serie C2) e poi nella Virescit Boccaleone. Con quest'ultima squadra realizza 22 gol nella terza stagione (sempre in C2), e viene richiamato alla base dalla formazione nerazzurra.

Simonini in azione al Cesena nel 1986

Esordisce in Serie A l'8 settembre 1985 contro la Roma; nel corso del campionato viene utilizzato come alternativa ad Aldo Cantarutti, e realizza una doppietta a San Siro in Inter-Atalanta 1-3 (12 gennaio 1986).
Al termine della stagione passa al Cesena in Serie B, contribuendo con 11 reti alla promozione dei romagnoli nel massimo campionato. Nel 1987 viene acquistato per poco più di un miliardo di lire dal Padova; in biancoscudato realizza 23 gol in due campionati, e nel 1989 fa brevemente ritorno in Serie A, all'Udinese come riserva di De Vitis e Balbo. Esordisce con i friulani nella prima giornata di campionato, contro la Roma, realizzando il suo unico gol con l'Udinese e fallendo un calcio di rigore; nel mercato autunnale, dopo 7 partite complessive, viene ceduto in Serie B alla Reggina, con cui disputa due stagioni culminate con la retrocessione in Serie C1.
Nel 1991 si accasa per una stagione al neopromosso Venezia, e nell'annata successiva viene acquistato nel mercato autunnale dal Piacenza, contribuendo alla prima promozione in Serie A dei biancorossi con il gol decisivo nell'ultima partita di campionato, sul campo del Cosenza.
Al termine della stagione non viene riconfermato, restando inattivo per un anno. Riparte nel 1994 in Eccellenza con il Chianciano allenato da Renato Villa; conclude la carriera tra le file del Trento, in Serie D, ottenendo da capitano la promozione in Serie C2 nel 1998 dopo lo spareggio con il Sassuolo.
In carriera ha totalizzato complessivamente 22 presenze e 4 reti in Serie A, e 229 presenze e 59 reti in Serie B.

### Dirigente, allenatore e osservatore
Terminata la carriera agonistica, ha ricoperto per due stagioni il ruolo di direttore sportivo del Trento. Nel 2001 e 2002 ha ricoperto il ruolo di osservatore per la Juventus. Successivamente, per alcune stagioni, ha svolto il doppio incarico di allenatore e responsabile del vivaio, nelle giovanili della Sacra Famiglia, formazione della Città di Padova.
Il 12 giugno 2017, viene nominato nuovo responsabile del settore giovanile del Padova, in sostituzione di Giorgio Molon.
Da Luglio 2020, viene nominato nuovo responsabile del settore giovanile del Campodarsego, formazione padovana.

## Fuori dal calcio
Ha avviato un'attività di agente immobiliare. Inoltre ha svolto il ruolo di commentatore tecnico per le emittenti televisive ContoTV, TeleChiara, TV7 Triveneta e LA13.

## Palmarès

### Giocatore

#### Club

##### Competizioni nazionali
- Campionato Interregionale: 1

Virescit Boccaleone: 1983-1984
- Serie C2: 1

Virescit Boccaleone: 1984-1985